# Ozan Evrim Özenç
Ozan Evrim Özenç (sinh ngày 7 tháng 1 năm 1993, ở Konak) là một cầu thủ bóng đá Thổ Nhĩ Kỳ thi đấu ở vị trí thủ môn cho câu lạc bộ Thổ Nhĩ Kỳ ở Süper Lig Antalyaspor.